# Žiga Koritnik
Žiga Koritnik, slovenski fotograf, filmski in televizijski snemalec, * 1964, Ljubljana.
Kot fotograf je Koritnik poznan predvsem kot avtor številnih portretov glasbenikov. 18 je bil let zaposlen kot snemalec na RTV Slovenija, od leta 2007 pa deluje kot samostojni kulturni delavec (svobodni umetnik).

## Razstave in pomembnejša dela
Samostojne razstave
1990
- Galerija Lerota, Ljubljana, Slovenija,

1991, 1994, 1999
- Galerija Kud France Prešeren, Ljubljana, Slovenija,

1993
- Cankarjev Dom, Ljubljana, Slovenija ,

1995
- Foto galerija Stolp, Maribor, Slovenija ,

1996
- Ganglova galerija, Metlika, Slovenija,
- Jazz Festival Saalfelden, Avstrija ,
- Jazz Festival Ljubljana, Gallerija Avla NLB, Slovenija,
- Likovni salon, Celje, Slovenija,
- Filmski sklad, Ljubljana, Slovenija ,
- Mestna knjižnica, Ludwigshafen,Nemčija ,
- Tehnična univerza, Dresden, Nemčija ,

1999
- Kibela, Maribor, Slovenija,
- Muzej Loka, Škofja loka, Slovenija,

2000
- Cankarjev dom, Ljubljana, Slovenija,
- Gallerija Meduza, Koper, Slovenija,

2001
- City museum Skopje, Makedonija ,

2002
- Kavehaz, New York, ZDA,
- Stockwerk, Graz, Avstrija,
- Galerija Pločnik, Ljubljana, Slovenija,
- Pri Škofu, Ljubljana, Slovenija,

2003
- Pavel haus, Laafeld, Avstrija,
- Jazz festival Saalfelden , Avstrija,
- Jazz festival Izzven, Maribor, Slovenija,
- BOF, Ljubljana, Slovenija,

2005
- Kulturhaus, Dresden, Nemčija,
- Rex –Ring Ring festival, Beograd, Srbija,
- Trnfest, KUD France Preseren, Ljubljana, Slovenija,
- Delavski dom, Hrastnik, Slovenija,

2006
- Sava Center, Beograd, Srbija,

2007
- Casa Lai, Gavoi, Sardinija, Italija

2010
- Sokolski dom, Škofja Loka

Skupinske razstave
1991
- Olympus, Tokio, Japonska,

1993
- Giganti, Galerija ŠKUC, Ljubljana, Slovenija ,
- Giganti, Moderna galerija, Reka, Hrvaška ,
- Miza, Kud France prešeren, Ljubljana, Slovenija,

1994
- Društvo oblikovalcev Slovenije, MGLC, Ljubljana, Slovenija ,

1995
- Koncertni atelje Društva slovenskih skladateljev, Ljubljana, Slovenija ,

1996
- Direktn'ga iz moj'ga serca / Straight from my heart, KUD France Prešeren, Ljubljana,

1998
- Galerija Kapelica, Ljubljana, Slovenija ,

2002
- v sodelovanju z  Enid Farber and Dejan Štampar , Cankarjev dom, Ljubljana,     Slovenija,
- Galerija Žula, Ljubljana, Slovenija,

2003
- Salon sodobne Slovenske fotografije, Gospodarsko razstavišče, Ljubljana,
- Jazz festival Cerkno, Slovenija,
- TV Slovenija, Ljubljana, Slovenija,

2004
- Slovenski glasbeni fotografi, Cankarjev dom, Ljubljana,       Slovenija,
- Slovenski glasbeni fotografi,Kibela, Maribor, Slovenija,
- Evropski parlament, Bruselj,
- Tours, Francija,
- Evropska komisija, Strassbourg,

2005
- Gallerije Lafayette, Nice, France,
- Vision Art center , Evropska prestolnica kulture, Cork, Irska,
- Jazzy-ga!-Shared passion (projekcija), Musice sulle bocche, Sardinija, Italija,

OVSE konferenca, Ljubljana, Slovenija,
- 2006 Vision jazz festival, Angel Orensanz Center, New York, ZDA,
- 2006 »Gavoi«Musice sulle bocche, Sardinija, Italija

 Portfoliji 
- Jazznin , Japonska (2005),
- Fotobilten, Ars Vivendi, Slovenija,
- Zoom, Italija / ZDA,
- Foto Bilten / Slovenija,

 Koledarji 
- 1996 Žiga Koritnik,
- 1996-2007 Skopje Jazz festival, Makedonija,
- 2006 Jazz Cerkno, Slovenija,

 Gledališki fotograf 
(nekatere bolj znane stvaritve)
- Slovensko mladinsko gledališče, Ljubljana:
  - Pekarna Mišmaš,                                           režija: Robert Waltl
  - Visoka pesem,                                            režija: Jan Decorte
  - Kdo se boji Tenesseeja Williamsa?,        režija: Matjaž Pograjc,
  - Hamlet,                                                         režija : Dario Varga,
  - Othella,                                                         režija : Vito Taufer,
  - Sen kresne noči,                                            režija : Vito Taufer,
  - Učna ura,                                                       režija : Vito Taufer,
  - Ep o Gilgamešu,                                            režija: Jernej Lorenci
- Mestno Gledališče Ljubljansko
  - Kabaret,                                                       režija : Stanislav Moša,
  - Mojster in Margareta,                                  režija: Jernej Lorenci,
- PDG Nova Gorica
  - Zdrahe,                                                         režija : Vito Taufer,
  - Bakhantke,                                                    režija: Vito Taufer,
- Slovensko stalno gledališče Trst
  - Bakhantke,                                                    režija: Vito Taufer,
- SNG Opera in Balet
  - Medved, Tejrezijeve dojke,                          režija : Vito Taufer,
  - Turek v Italiji,                                               režija : Vito Taufer,
- Teater Komedija BTC City
  - Saj se trudim profesor!,                           režija: Vinko Moderndorfer,
  - Gledališče Ane Monro,
  - Andrej Rozman  - Roza